# A Real Madrid CF 2003–2004-es szezonja
A Real Madrid CF 2003–2004-es szezonja a csapat 100. idénye volt fennállása óta, sorozatban a 73. a spanyol első osztályban.

## Mezek
Gyártó: Adidas/
mezszponzor: Siemens Mobile
| Hazai |  | Vendék |

## La Liga
Győzelem
      Döntetlen
      Vereség
| Forduló | Ellenfél               | H/V | Eredmény |
| ------- | ---------------------- | --- | -------- |
| 1       | Betis                  | H   | 2–1      |
| 2       | Villarreal             | V   | 1–1      |
| 3       | Valladolid             | H   | 7–2      |
| 4       | Málaga                 | V   | 1–3      |
| 5       | Valencia               | V   | 2–0      |
| 6       | Espanyol               | H   | 2–1      |
| 7       | Celta Vigo             | V   | 0–2      |
| 8       | Racing Santander       | H   | 3–1      |
| 9       | Zaragoza               | V   | 0–0      |
| 10      | Athletic Bilbao        | H   | 3–0      |
| 11      | Sevilla                | V   | 4–1      |
| 12      | Albacete               | H   | 2–1      |
| 13      | Osasuna                | V   | 1–1      |
| 14      | Atlético Madrid        | H   | 2–0      |
| 15      | Barcelona              | V   | 1–2      |
| 16      | Deportivo de La Coruña | H   | 2–1      |
| 17      | Mallorca               | V   | 1–3      |
| 18      | Murcia                 | H   | 1–0      |
| 19      | Sociedad               | V   | 1–0      |

| Forduló | Ellenfél               | H/V | Eredmény |
| ------- | ---------------------- | --- | -------- |
| 20      | Betis                  | V   | 1–1      |
| 21      | Villarreala            | H   | 2–1      |
| 22      | Valladolid             | V   | 2–3      |
| 23      | Málaga                 | H   | 2–1      |
| 24      | Valencia               | V   | 1–1      |
| 25      | Espanyol               | V   | 2–4      |
| 26      | Celta Vigo             | H   | 4–2      |
| 27      | Racing Santander       | V   | 1–1      |
| 28      | Zaragoza               | H   | 1–1      |
| 29      | Athletic Bilbao        | V   | 4–2      |
| 30      | Sevilla                | H   | 5–1      |
| 31      | Albacete               | V   | 1–2      |
| 32      | Osasuna                | H   | 0–3      |
| 33      | Atlético Madrid        | V   | 1–2      |
| 34      | Barcelona              | H   | 1–2      |
| 35      | Deportivo de La Coruña | V   | 2–0      |
| 36      | Mallorca               | H   | 2–3      |
| 37      | Murcia                 | V   | 2–1      |
| 38      | Sociedad               | H   | 1–4      |

## Spanyol szuperkupa

### Első mérkőzés
| 2003. augusztus 24. 21:45 |

| Mallorca               | 2–1         | Real Madrid |
| ---------------------- | ----------- | ----------- |
| Bruggink 45' Eto'o 48' | Jegyzőkönyv | Figo 18'    |

| Son Moix, Palma de Mallorca Nézőszám: 22,000 Játékvezető: Pérez Burrull |

| Mallorca | Real Madrid |

|               |    |                    |  |     |
|               |    |                    |  |     |
| K             | 25 | Leo Franco         |  |     |
| V             | 8  | David Cortés       |  |     |
| V             | 20 | Miguel Ángel Nadal |  |     |
| V             | 5  | Fernando Niño      |  |     |
| V             | 16 | Poli               |  |     |
| V             | 18 | Marcos             |  |     |
| KP            | 2  | Alejandro Campano  |  | 64' |
| KP            | 28 | Toni González      |  | 61' |
| KP            | 10 | Ariel Ibagaza      |  |     |
| CS            | 17 | Arnold Bruggink    |  | 76' |
| CS            | 9  | Samuel Eto'o (c)   |  |     |
| Cserék:       |    |                    |  |     |
| KP            | 3  | Txomin Nagore      |  | 61' |
| KP            | 11 | Jovan Stanković    |  | 64' |
| CS            | 19 | Jesús Perera       |  | 76' |
| Vezetőedző:   |    |                    |  |     |
| Jaime Pacheco |    |                    |  |     |

|                |    |                   |     |     |
|                |    |                   |     |     |
| K              | 1  | Iker Casillas     |     |     |
| V              | 2  | Míchel Salgado    |     |     |
| V              | 6  | Iván Helguera     |     |     |
| V              | 22 | Francisco Pavón   | 35' | 53' |
| V              | 3  | Roberto Carlos    |     |     |
| KP             | 19 | Esteban Cambiasso |     | 74' |
| KP             | 23 | David Beckham     |     | 53' |
| KP             | 10 | Luís Figo         |     |     |
| KP             | 5  | Zinedine Zidane   | 69' |     |
| CS             | 7  | Raúl (c)          |     |     |
| CS             | 11 | Ronaldo           | 30' |     |
| Cserék:        |    |                   |     |     |
| V              | 15 | Raúl Bravo        |     | 53' |
| KP             | 24 | Claude Makélélé   |     | 53' |
| KP             | 14 | Guti              |     | 74' |
| Vezetőedző:    |    |                   |     |     |
| Carlos Queiroz |    |                   |     |     |

### Második mérkőzés
| 2003. augusztus 27. 21:45 |

| Real Madrid                      | 3–0         | Mallorca |
| -------------------------------- | ----------- | -------- |
| Raúl 44' Ronaldo 52' Beckham 73' | Jegyzőkönyv |          |

| Santiago Bernabéu, Madrid Nézőszám: 50,000 Játékvezető: Medina Cantalejo |

| Real Madrid | Mallorca |

|                |    |                   |  |         |
|                |    |                   |  |         |
| K              | 1  | Iker Casillas     |  |         |
| V              | 2  | Míchel Salgado    |  |         |
| V              | 6  | Iván Helguera     |  |         |
| V              | 15 | Raúl Bravo        |  |         |
| V              | 3  | Roberto Carlos    |  |         |
| KP             | 19 | Esteban Cambiasso |  |         |
| KP             | 23 | David Beckham     |  |         |
| KP             | 10 | Luís Figo         |  | 89'     |
| KP             | 5  | Zinedine Zidane   |  |         |
| CS             | 7  | Raúl (c)          |  | 70'     |
| CS             | 11 | Ronaldo           |  |         |
| Cserék:        |    |                   |  |         |
| K              | 25 | César             |  |         |
| V              | 4  | Rubén             |  |         |
| KP             | 14 | Guti              |  | 70' 86' |
| KP             | 21 | Santiago Solari   |  | 89'     |
| CS             | 18 | Javier Portillo   |  | 86'     |
| Vezetőedző:    |    |                   |  |         |
| Carlos Queiroz |    |                   |  |         |

|               |    |                    |     |     |
|               |    |                    |     |     |
| K             | 25 | Leo Franco         |     |     |
| V             | 8  | David Cortés       |     |     |
| V             | 20 | Miguel Ángel Nadal |     |     |
| V             | 5  | Fernando Niño      | 39' | 75' |
| V             | 16 | Poli               |     |     |
| KP            | 18 | Marcos             |     | 86' |
| KP            | 2  | Alejandro Campano  |     | 56' |
| KP            | 28 | Toni González      |     |     |
| KP            | 10 | Ariel Ibagaza      | 12' |     |
| CS            | 17 | Arnold Bruggink    |     |     |
| CS            | 9  | Samuel Eto'o (c)   | 45' |     |
| Cserék:       |    |                    |     |     |
| K             | 30 | Alberto            |     |     |
| KP            | 3  | Txomin Nagore      |     | 86' |
| KP            | 11 | Jovan Stanković    |     | 75' |
| KP            | 21 | Vicente Fernández  |     |     |
| CS            | 19 | Jesús Perera       |     | 56' |
| Vezetőedző:   |    |                    |     |     |
| Jaime Pacheco |    |                    |     |     |

## Spanyol kupa

### döntő
| 2004. március 17. 21:00 |

| Real Madrid                    | 2–3         | Zaragoza                                           |
| ------------------------------ | ----------- | -------------------------------------------------- |
| Beckham 24' Roberto Carlos 47' | Jegyzőkönyv | Dani García 28' Villa 45' (11-esből) Galletti 112' |

| Montjuïc, Barcelona Nézőszám: 54,000 Játékvezető: Fernando Carmona Méndez (Extremadura) |

| Real Madrid | Real Zaragoza |

| REAL MADRID:   |    |                   |      |     |     |
|                |    |                   |      |     |     |
| K              | 25 | César Sánchez     |      |     |     |
| V              | 2  | Míchel Salgado    | 8'   |     |     |
| V              | 6  | Iván Helguera     | 98'  |     |     |
| V              | 15 | Raúl Bravo        | 90'  |     |     |
| V              | 3  | Roberto Carlos    |      |     |     |
| KP             | 10 | Luís Figo         | 56'  |     |     |
| KP             | 23 | David Beckham     |      |     |     |
| KP             | 14 | Guti              | 44'  | 95′ |     |
| KP             | 5  | Zinédine Zidane   | 117' |     |     |
| KP             | 21 | Santiago Solari   | 81'  |     | 84' |
| CS             | 7  | Raúl (c)          |      |     |     |
| Cserék:        |    |                   |      |     |     |
| K              | 1  | Iker Casillas     |      |     |     |
| V              | 22 | Paco Pavón        |      |     |     |
| V              | 33 | Álvaro Mejía      |      |     |     |
| KP             | 19 | Esteban Cambiasso |      |     |     |
| KP             | 8  | Borja             |      |     |     |
| KP             | 34 | Juanfran          |      |     |     |
| CS             | 11 | Javier Portillo   |      |     | 84' |
| Vezetőedző:    |    |                   |      |     |     |
| Carlos Queiroz |    |                   |      |     |     |

| ZARAGOZA:    |    |                    |      |     |     |
|              |    |                    |      |     |     |
| K            | 1  | César Láinez       | 113' |     |     |
| V            | 4  | Luis Cuartero (c)  |      |     |     |
| V            | 5  | Álvaro             | 40'  |     |     |
| V            | 6  | Gabriel Milito     | 38'  |     |     |
| V            | 12 | Delio Toledo       |      |     |     |
| KP           | 8  | Cani               | 65'  | 67′ |     |
| KP           | 14 | Leonardo Ponzio    |      |     | 69' |
| KP           | 17 | José María Movilla |      |     |     |
| KP           | 10 | Sávio              |      |     | 96' |
| CS           | 23 | Dani García        |      |     | 60' |
| CS           | 20 | David Villa        | 69'  |     |     |
| Cserék:      |    |                    |      |     |     |
| K            | 25 | Raúl Valbuena      |      |     |     |
| V            | 3  | Miguel Rebosio     |      |     |     |
| KP           | 27 | David Generelo     |      |     | 69' |
| KP           | 21 | David Pirri        |      |     |     |
| KP           | 7  | Luciano Galletti   | 74'  |     | 60' |
| CS           | 29 | Juanele            | 99'  |     | 96' |
| CS           | 9  | Yordi              |      |     |     |
| Vezetőedző:  |    |                    |      |     |     |
| Víctor Muñoz |    |                    |      |     |     |

## Átigazolások

### Érkezők
| Mezszám | Poz. | Nemzet | Név           | Kor | EU | Honnan            | Szerződés megnevezése | Átigazolási időszak | Szerződés vége | Átigazolás összege | Forrás |
| ------- | ---- | ------ | ------------- | --- | -- | ----------------- | --------------------- | ------------------- | -------------- | ------------------ | ------ |
| 23      | KP   | angol  | David Beckham | 28  | EU | Manchester United | átigazolás            | nyár                | 2007           | 35M €              |        |

Összes kiadás: 35M €

### Távozók
| Mezszám | Poszt | Nemzet | Név | Kor | EU | Hová | Szerződés megnevezés | Ár |
| ------- | ----- | ------ | --- | --- | -- | ---- | -------------------- | -- |
|         |       |        |     |     |    |      |                      |    |

Összes bevétel:  0M €

## Keret
| #  |     | Poszt | Név                |
| -- | --- | ----- | ------------------ |
| 1  | ESP | K     | Iker Casillas      |
| 2  | ESP | V     | Míchel Salgado     |
| 3  | BRA | V     | Roberto Carlos     |
| 5  | FRA | KP    | Zinedine Zidane    |
| 6  | ESP | V     | Iván Helguera      |
| 7  | ESP | CS    | Raúl (C)           |
| 8  | ESP | KP    | Borja              |
| 9  | BRA | CS    | Ronaldo            |
| 10 | POR | KP    | Luís Figo          |
| 11 | ESP | CS    | Javier Portillo    |
| 13 | ESP | K     | Carlos Sánchez     |
| 14 | ESP | KP    | Guti (helyettes-C) |
| 15 | ESP | V     | Raúl Bravo         |
| 16 | ESP | KP    | Antonio Núñez      |
| 17 | ESP | V     | Oscar Miñambres    |
| 19 | ARG | KP    | Esteban Cambiasso  |

| #  |     | Poszt | Név                |
| -- | --- | ----- | ------------------ |
| 21 | ARG | KP    | Santiago Solari    |
| 22 | ESP | V     | Francisco Pavón    |
| 23 | ENG | KP    | David Beckham      |
| 25 | ESP | K     | César              |
| 31 | ESP | KP    | Jordi López        |
| 33 | ESP | KP    | Álvaro Mejía       |
| 34 | ESP | KP    | Juanfran           |
| 35 | ESP | KP    | José Manuel Jurado |
| 36 | ESP | KP    | Roberto Soldado    |
| 37 | ESP | KP    | Álex Pérez         |
| 38 | ESP | V     | Enrique Corrales   |
| 39 | ESP | V     | Álvaro Arbeloa     |
| 40 | ESP | V     | Miguel Palencia    |
| 41 | ESP | V     | Javier Paredes     |
| 42 | ESP | K     | Diego López        |

### kölcsönben
| # |     | Poszt | Név                                              |
| - | --- | ----- | ------------------------------------------------ |
| 4 | ESP | V     | Rubén (kölcsönben a Borussia Mönchengladbachnál) |
| 9 | ESP | CS    | Fernando Morientes (kölcsönben aMonaconál)       |

## Végeredmény
| #  | Csapat                    | M  | Gy | D  | V  | RG | KG | GK  | P  |
| -- | ------------------------- | -- | -- | -- | -- | -- | -- | --- | -- |
| 1  | Valencia CF               | 38 | 23 | 8  | 7  | 71 | 27 | +44 | 77 |
| 2  | FC Barcelona              | 38 | 21 | 9  | 8  | 63 | 39 | +24 | 72 |
| 3  | RC Deportivo de La Coruña | 38 | 21 | 8  | 9  | 60 | 34 | +26 | 71 |
| 4  | Real Madrid CF            | 38 | 21 | 7  | 10 | 72 | 54 | +18 | 70 |
| 5  | Athletic Club             | 38 | 15 | 11 | 12 | 53 | 49 | +4  | 56 |
| 6  | Sevilla FC                | 38 | 15 | 10 | 13 | 56 | 45 | +11 | 55 |
| 7  | Atlético de Madrid        | 38 | 15 | 10 | 13 | 51 | 53 | -2  | 55 |
| 8  | Villarreal CF             | 38 | 15 | 9  | 14 | 47 | 49 | -2  | 54 |
| 9  | Real Betis Balompié       | 38 | 13 | 13 | 12 | 46 | 43 | +3  | 52 |
| 10 | Málaga CF                 | 38 | 15 | 6  | 17 | 50 | 55 | -5  | 51 |
| 11 | RCD Mallorca              | 38 | 15 | 6  | 17 | 54 | 66 | -12 | 51 |
| 12 | Real Zaragoza             | 38 | 13 | 9  | 16 | 46 | 55 | -9  | 48 |
| 13 | CA Osasuna                | 38 | 11 | 15 | 12 | 38 | 37 | +1  | 48 |
| 14 | Albacete Balompié         | 38 | 13 | 8  | 17 | 40 | 48 | -8  | 47 |
| 15 | Real Sociedad             | 38 | 11 | 13 | 14 | 49 | 53 | -4  | 46 |
| 16 | Racing de Santander       | 38 | 11 | 10 | 17 | 48 | 63 | -15 | 43 |
| 17 | RCD Espanyol              | 38 | 13 | 4  | 21 | 48 | 64 | -16 | 43 |
| 18 | Real Valladolid CF        | 38 | 10 | 11 | 17 | 46 | 56 | -10 | 41 |
| 19 | RC Celta de Vigo          | 38 | 9  | 12 | 17 | 48 | 68 | -20 | 39 |
| 20 | Real Murcia CF            | 38 | 5  | 11 | 22 | 29 | 57 | -28 | 26 |

|  | Bajnokok Ligája csoportkör      |
|  | Bajnokok Ligája 3. selejtezőkör |
|  | UEFA-kupa                       |
|  | Intertotó-kupa                  |
|  | Kiesett                         |

## Pichichi-trófea

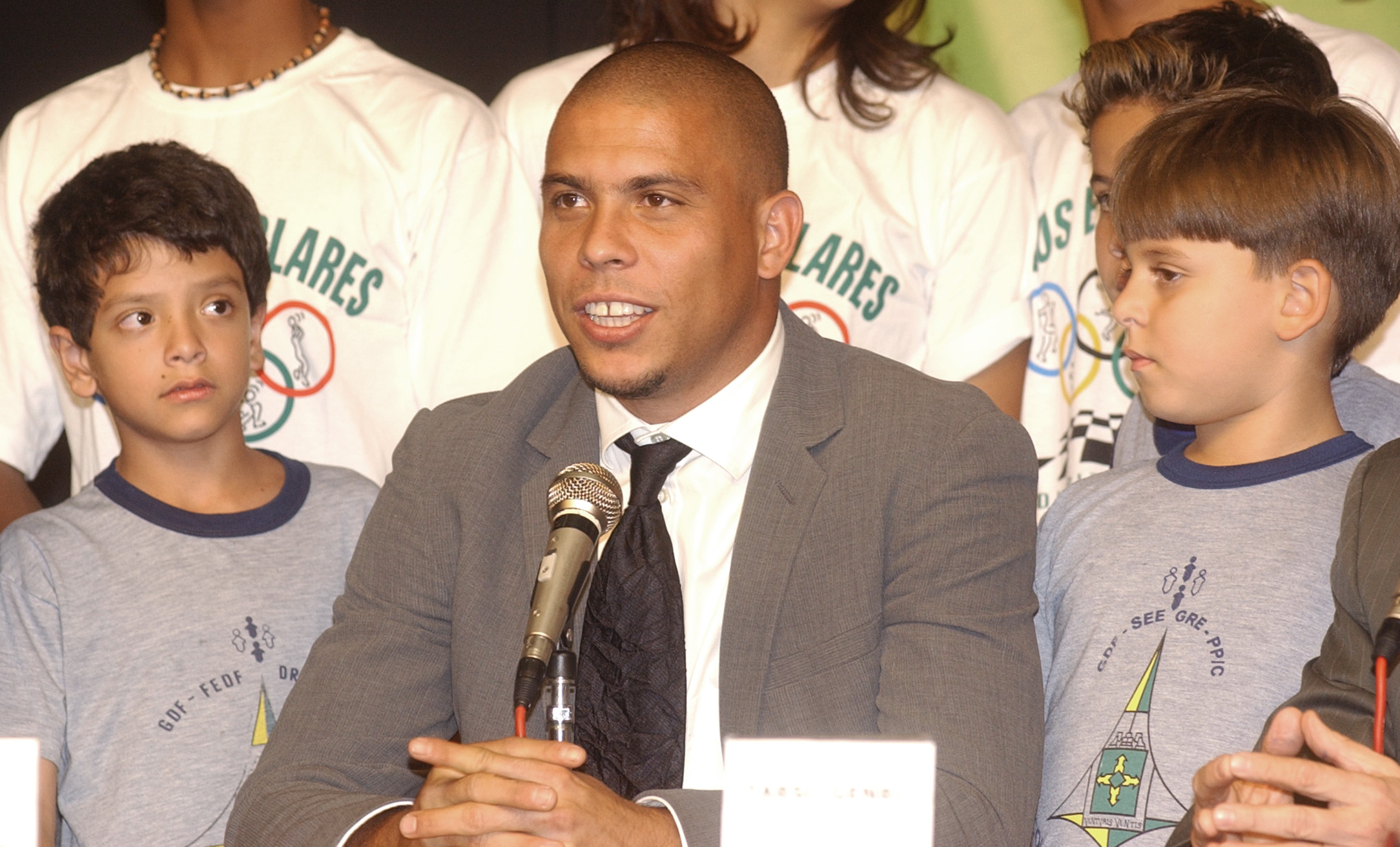
Ronaldo (középen) Pichichi-trófeát nyert.

| Szezon  | Játékos | Nemzetiség | Klub        | Gólok | jegyzet |
| ------- | ------- | ---------- | ----------- | ----- | ------- |
| 2003–04 | Ronaldo | brazil     | Real Madrid | 24    |         |

## Külső hivatkozások
- Hivatalos weboldal